# Matteo Fissore
Matteo Fissore (20 de noviembre de 1986) es un deportista italiano que compitió en tiro con arco, en la modalidad de arco recurvo. Ganó dos medallas en el Campeonato Europeo de Tiro con Arco en Sala, en los años 2013 y 2015, ambas en la prueba de equipo.

## Palmarés internacional
| Campeonato Europeo en Sala | Campeonato Europeo en Sala | Campeonato Europeo en Sala | Campeonato Europeo en Sala |
| Año                        | Lugar                      | Medalla                    | Prueba                     |
| -------------------------- | -------------------------- | -------------------------- | -------------------------- |
| 2013                       | Rzeszów (Polonia)          | Medalla de bronce          | Equipo                     |
| 2015                       | Koper (Eslovenia)          | Medalla de plata           | Equipo                     |